# Đầu máy JNR lớp C58
JNR lớp C58 là một dòng đầu máy hơi nước với cấu hình bố trí bánh xe 2-6-2 được chế tạo bởi Đường sắt Chính phủ Nhật Bản (JGR) và Đường sắt Quốc gia Nhật Bản (JNR) từ năm 1938 đến năm 1947. Tính đến năm 1947, đã có tổng cộng 427 đầu máy lớp C58 được chế tạo và người thiết kế ra mẫu đầu máy này là Shima Hideo. Hiện tại, hai đầu máy thuộc lớp C58 đang được bảo quản và vẫn còn hoạt động.

## Hiện vật
Hơn năm mươi đầu máy lớp C58 được bảo tồn. Trong số đó có hai đầu máy C58 239 và C58 363 vẫn đang hoạt động.

### Đầu máy đang còn hoạt động
- C58 239: Được chế tạo vào tháng 6 năm 1940, loại biên vào ngày 22 tháng 5 năm 1972 và được bảo quản từ ngày 1 tháng 5 năm 1973 trong một công viên ở Morioka, Iwate.[3][4] Sau đó, đầu máy này được JR East đưa trở lại hoạt động và được sử dụng trong các chuyến tàu thăm quan sử dụng đầu máy hơi nước dưới tên SL Ginga ở khu vực đông bắc Nhật Bản từ ngày 12 tháng 4 năm 2014.[5][6]
- C58 363: Đường sắt Chichibu, được sử dụng trong các dịch vụ sử dụng đầu máy hơi nước Paleo Express.

### Trưng bày
- C58 1: tại Bảo tàng đầu máy hơi nước Umekoji ở Kyoto[3]
- C58 5: tại "Tochinoki Family Land" ở Utsunomiya, Tochigi[3]
- C58 12: trong một công viên ở Takamatsu, Kagawa[3]
- C58 16: trong một công viên ở Minamisanriku, Miyagi (bị phá hủy bởi trận sóng thần ngày 11 tháng 3 năm 2011 và đã bị tháo dỡ tại chỗ vào năm 2012)[3][7]
- C58 19: trong một công viên ở Ōsaki, Miyagi[3]
- C58 33: trong một công viên ở Kiyosato, Hokkaido[3]

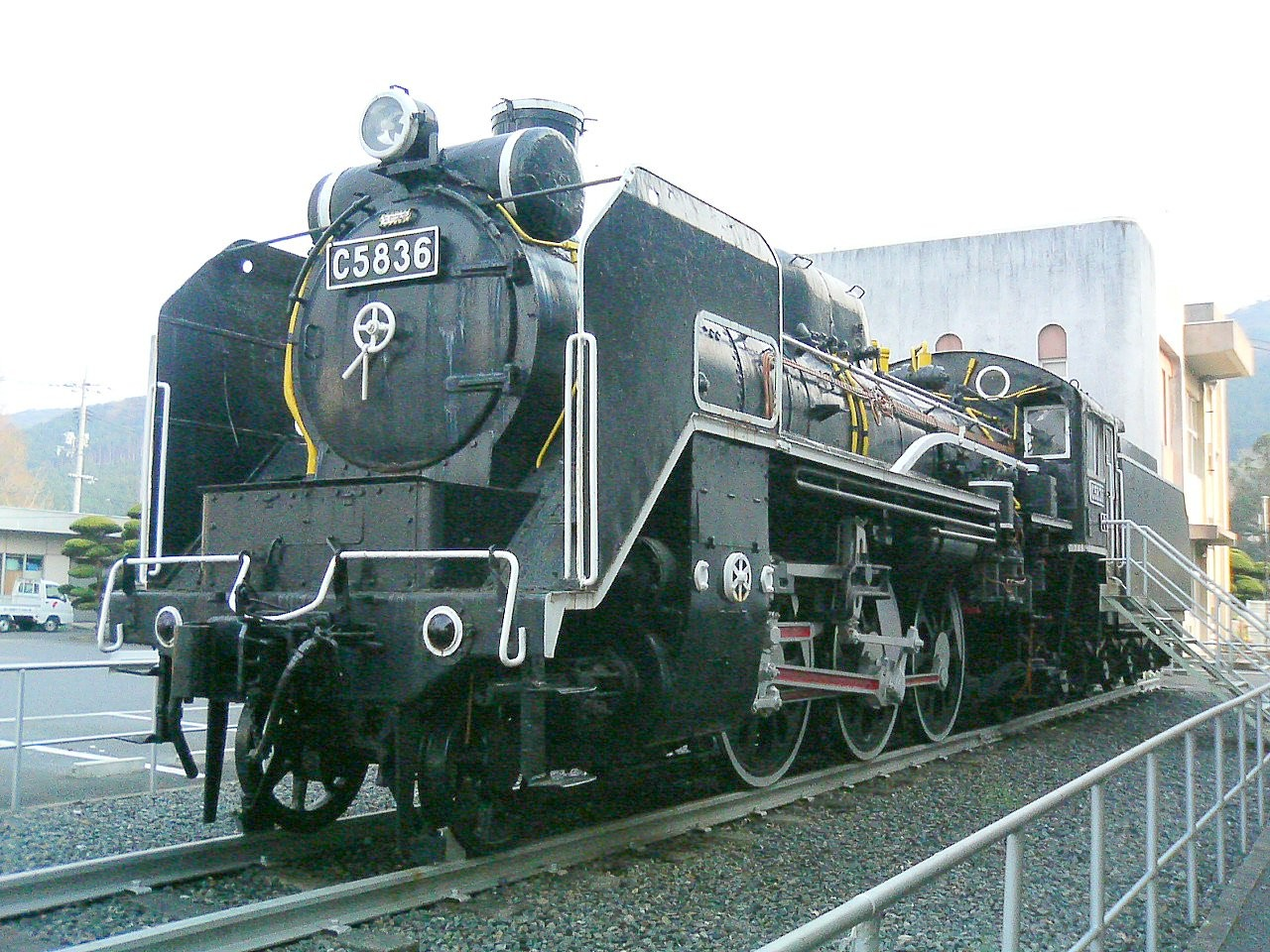
C58 36, tháng 4 năm 2007

- C58 36: tại thư viên công cộng ở Mine, Yamaguchi[3]
- C58 48: bên trong "Sảnh Thế kỷ 19" của Ga Torokko Saga ở Kyoto[3]
- C58 49: trong một công viên ở Kakegawa, Shizuoka[3]
- C58 51: trong một công viên ở Matsusaka, Mie[3]
- C58 56: tại "Poppo Land No. 2" ở Fukuchiyama, Kyoto[3]
- C58 66: bên trong "Công viên Goryo" ở Osaka[3]
- C58 82: tại một trung tâm thể thao ở Bihoro, Hokkaido[3]
- C58 98: trong một công viên ở Fukagawa, Hokkaido[3]
- C58 103: tại một trung tâm văn hóa ở Ichinoseki, Iwate[3]
- C58 106: trong một công viên ở Kushiro, Hokkaido[3]
- C58 112: trong một công viên ở Shibushi, Kagoshima[3]
- C58 113: ở Maizuru, Kyoto[3]

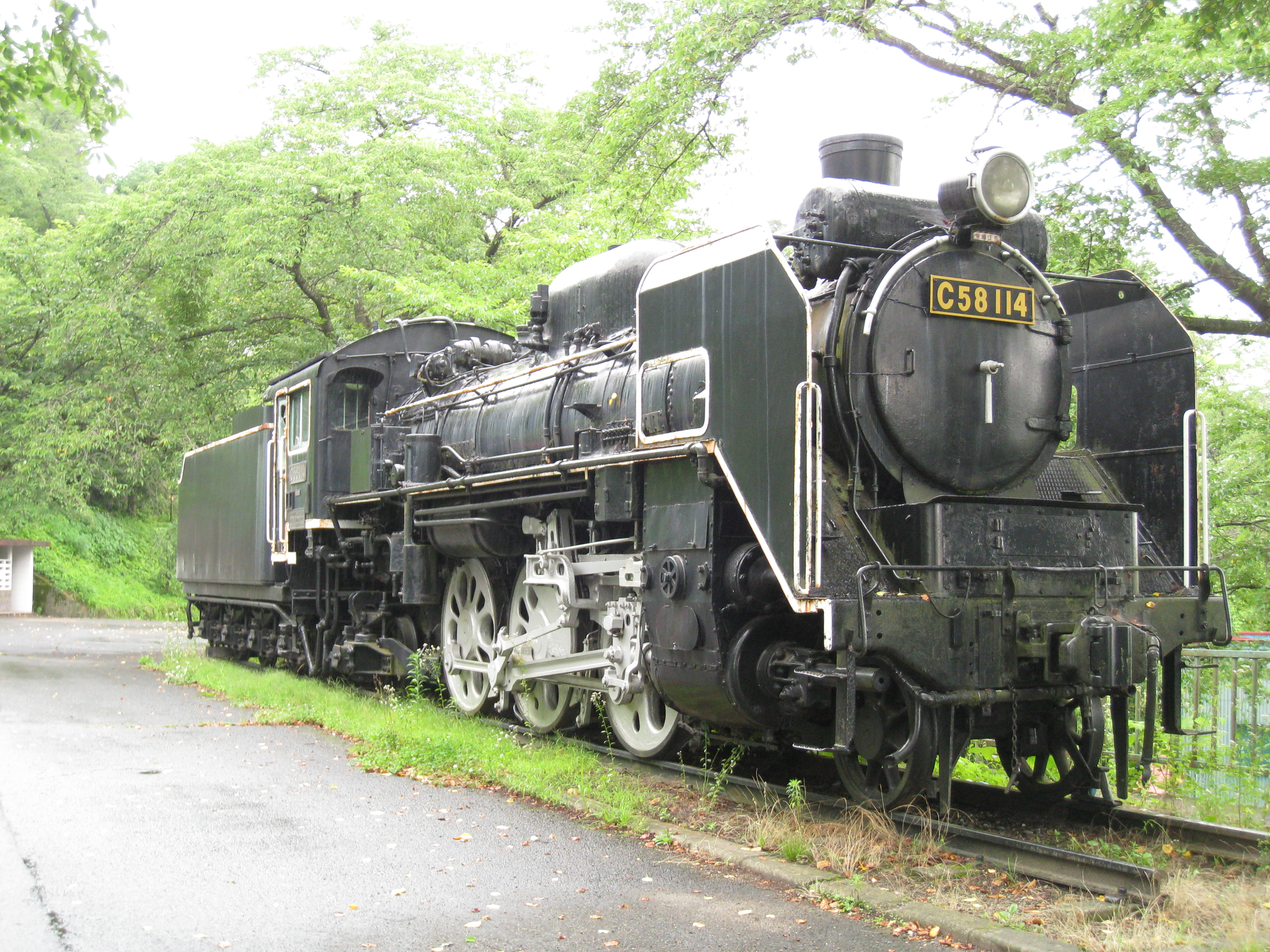
C58 114, tháng 7 năm 2009

- C58 114: trong một công viên ở Ōsaki, Miyagi[3]
- C58 119: bên trong "Quảng trường Đầu máy hơi nước" ở Kitami, Hokkaido[3]
- C58 139: trong một công viên ở Yūbetsu, Hokkaidō[3]

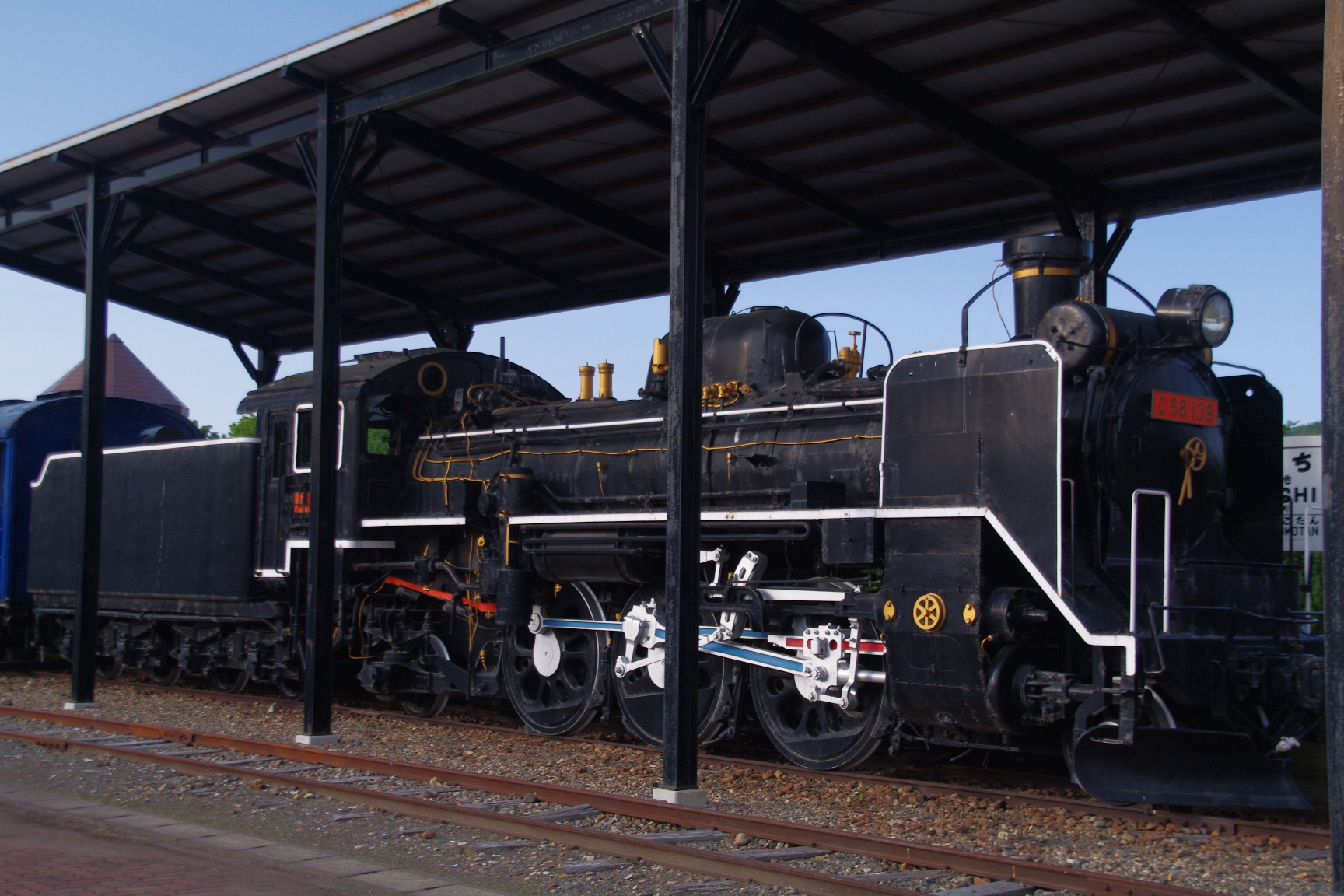
C58 139, tháng 8 năm 2009

- C58 170: tại Trường Tiểu học Hidaka ở Toyooka, Hyogo[3]
- C58 171: trong một công viên ở Obama, Fukui[3]
- C58 212: trong một công viên ở Tsuruga, Fukui[3]
- C58 215: tại Trường Tiểu học Bange ở Aizubange, Fukushima[3]
- C58 217: trong một công viên ở Asahi, Chiba[3]
- C58 228: trong một công viên ở Ishinomaki, Miyagi[3]
- C58 231: trong một công viên ở Kaminoyama, Yamagata[3]
- C58 244: tại một trung tâm phát triển ở Tadami, Fukushima[3]

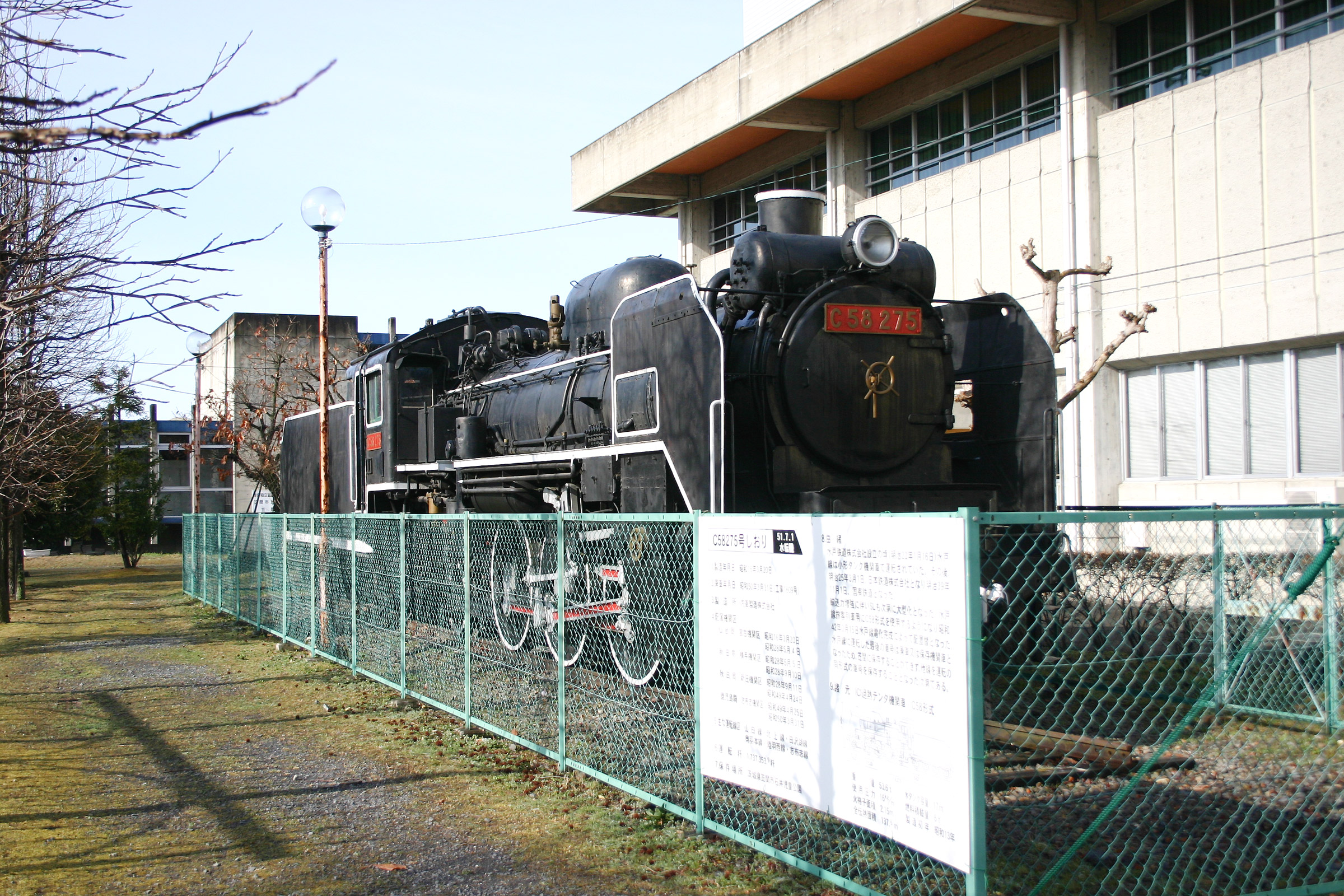
C58 275, tháng 3 năm 2004

- C58 275: trong một công viên ở Kasama, Ibaraki[3]
- C58 277: trong một công viên ở Kobayashi, Miyazaki[3]
- C58 280: tại một trường tiểu học ở Minokamo, Gifu[3]
- C58 295: trong một công viên ở Sakaide, Kagawa[3]
- C58 304: trong một công viên ở Shinjo, Yamagata[3]
- C58 322: ở Mishima, Shizuoka[3]

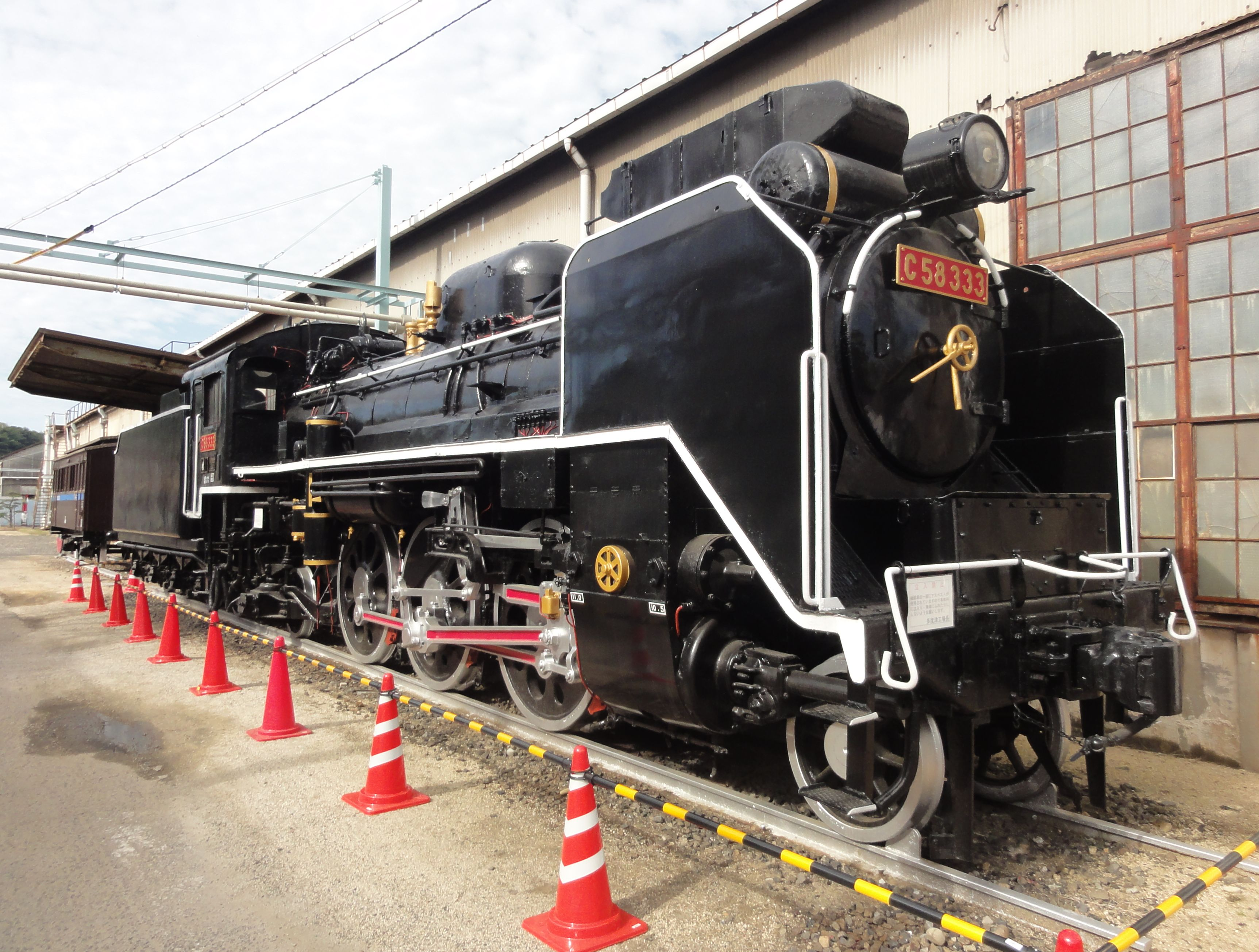
C58 333, tháng 10 năm 2012

- C58 333: tại Nhà máy Tadotsu thuộc JR Shikoku ở Tadotsu, Kagawa[3]
- C58 335: ở Kōchi, Kōchi[3]
- C58 342: trong một công viên ở Kitakami, Iwate[3]
- C58 353: trong một công viên ở Nachikatsuura, Wakayama[3]
- C58 354: trong một công viên ở Rifu, Miyagi[3]
- C58 356: ở phía trước của Ga Nakayamadaira-Onsen ở Ōsaki, Miyagi[3]
- C58 359: bên trong Công viên Kameyama ở Kameyama, Mie[3]
- C58 365: tại Shinkansen General Rolling Stock Centre ở Rifu, Miyagi[3]
- C58 389: ở phía trước của Ga Tenryū-Futamata ở Hamamatsu, Shizuoka[3]

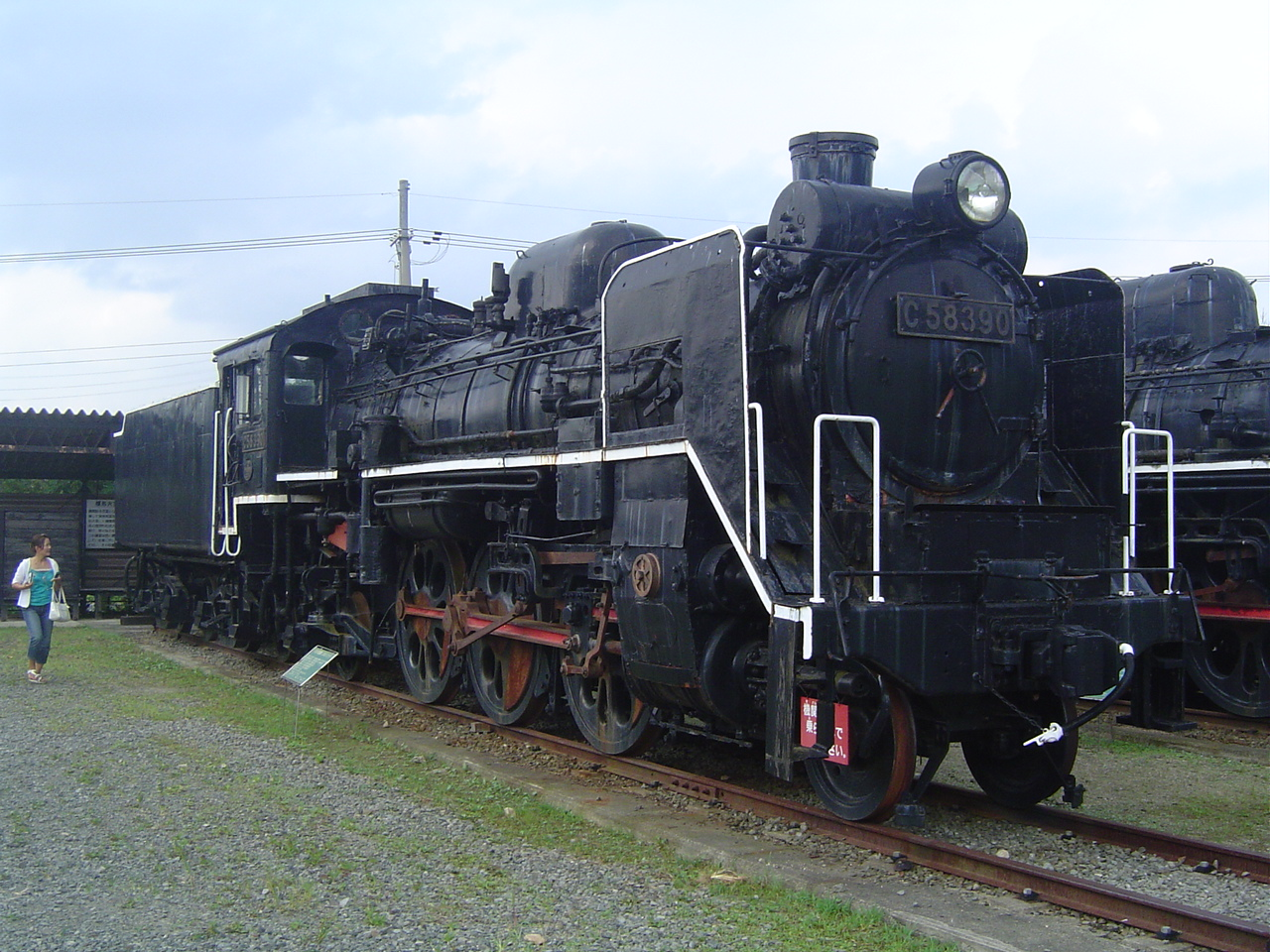
C58 390, tháng 8 năm 2005

- C58 390: bên trong "Quảng trường Đầu máy hơi nước Kaya" ở Yosano, Kyoto[3]
- C58 395: bên trong vườn thú Hamura Hamura, Tokyo[3]
- C58 407: bên trong Công viên Otsukadai ở Toshima, Tokyo[3]
- C58 414: trong một công viên ở Tamaki, Mie[3]

## Trong văn hóa đại chúng
Đầu máy được xuất hiện trong video ca nhạc hoạt hình "HAPPY PARTY TRAIN" của sê-ri Love Live! Sunshine!!.